# 大成池
大成池（おおなるいけ）は、 鳥取県西伯郡伯耆町丸山にあるため池である。貯水量は3万7600立方メートル。2010年（平成22年）3月25日に農林水産省のため池百選に選定された。

## 概要
水源は大山の伏流水が常に安定した水量を保ち、流域の約約水田226haの灌漑を行い、コシヒカリや酒米等が生産されており、「八郷米」やネギ、スイカ、ハクサイ等の産地や効率的な集落営農を取組み付加価値のある特産品の転作を支えている。

## 周辺
周辺はホテルや別荘地となりアカマツコナラ、クヌギ等に囲まれた静観で美しい景観豊かな自然環境が保持され、このため池を会場に、例年、「大成池ふれあい祭」が開催され、多くの行楽客が訪れるなど、都市と農山村の交流の場となっている。

## 交通
- 伯備線岸本駅
- 鳥取県道36号名和岸本線